# Francisco Gento
Francisco „Paco“ Gento López (21. října 1933, Guarnizo – 18. ledna 2022, Madrid) byl španělský fotbalista. Většinu své hráčské kariéry strávil v Realu Madrid, se kterým získal šestkrát Pohár mistrů evropských zemí.
Počet 23 jím vyhraných trofejí vydržel od konce jeho kariéry až do roku 2022.

## Real Madrid
Do královském klubu přestoupil ve svých dvaceti letech z Racingu Santander a strávil zde celkem osmnáct sezon, ve kterých dvanáctkrát slavil španělský titul. Vynikal především rychlostí s míčem, proto hrál levé křídlo, kde tyto vlastnosti dokázal naplno zúročit. Mezi jeho další přednosti patřila střela z dálky, ať už preferovanou levačkou či druhou nohou.
Než v roce 1971 ukončil kariéru, nastoupil devětkrát ve finále evropských pohárů. Mezi roky 1955 až 1960 si ve dresu Realu připsal pět triumfů v Poháru mistrů evropských zemí (PMEZ) v řadě a v prvních dvou skóroval. Na hřišti se objevoval po boku hráčů jako byli Ferenc Puskás, Raymond Kopa či Alfredo Di Stéfano. Ve finále PMEZ v roce 1962 i roce 1964 byl na straně poražených, ve druhém případě jako kapitán. V roce 1966 z toho bylo rekordní osmé finále a Gento jako kapitán pomohl Realu Madrid vyhrát evropský pohár pošesté.
Osm finálových účastí později dorovnal Paolo Maldini. V roce, kdy ukončil kariéru, byl poraženým finalistou v Poháru vítězů pohárů (PVP).
Po dobu více než 40 let se nevyskytl hráč Realu s více trofejemi a až v roce 2022 vyrovnal jeho počin 23 vyhraných trofejí obránce Marcelo.

## Reprezentační kariéra
V dresu národního týmu debutoval 18. května 1955 na San Bernabéu v přátelském zápase proti Anglii (1:1). Ve španělské reprezentaci vstřelil pět branek ve 45 zápasech, v nichž měl bilanci 18 výher a 8 remíz.
V letech 1962 a 1966 byl účastníkem Mistrovství světa. Oproti tomu byl v roce 1964 opomenut ve výběru Španělska na Mistrovství Evropy 1964, kde Španělsko poprvé triumfovalo.

### Reprezentační góly
| #  | Datum           | Stadion                              | Soupeř        | Skóre | Výsledek | Soutěž              |
| -- | --------------- | ------------------------------------ | ------------- | ----- | -------- | ------------------- |
| 1. | 14. října 1959  | San Bernabéu, Madrid, Španělsko      | Polsko        | 3–0   | 3–0      | ME 1960             |
| 2. | 2. dubna 1961   | San Bernabéu, Madrid, Španělsko      | Francie       | 2–0   | 2–0      | Přátelský zápas     |
| 3. | 30. října 1963  | Windsor Park, Belfast, Severní Irsko | Severní Irsko | 0–1   | 0–1      | ME 1964             |
| 4. | 23. června 1966 | Riazor, A Coruña, Španělsko          | Uruguay       | 1–1   | 1–1      | Přátelský zápas     |
| 5. | 31. května 1967 | San Mamés, Bilbao, Španělsko         | Turecko       | 2–0   | 2–0      | Kvalifikace ME 1968 |

## Osobní život
Jeho otec pracoval jako řidič. Dospívající Gento opustil školu, aby pomohl otci uživit rodinu.
Zemřel 18. ledna 2022 ve věku 88 let.

## Úspěchy
- Real Madrid
  - 12× mistr španělské ligy (1953/54, 1954/55, 1956/57, 1957/58, 1960/61, 1961/62, 1962/63, 1963/64, 1964/65, 1966/67, 1967/68, 1968/69)
  - 2× vítěz španělského poháru (1962, 1970)
  - 6× vítěz PMEZ (1955/56, 1956/57, 1957/58, 1958/59, 1959/60, 1965/66)
  - 1× vítěz Interkontinentálního poháru (1960)
  - 2× vítěz Latin Cupu (1955, 1957)